# Chaiya (huyện)
Chaiya (tiếng Thái: ไชยา) là một huyện (amphoe) và thị xã ở phía nam Thái Lan tại tỉnh Surat Thani.
Tiếng Việt ghi trong Xiêm La quốc lộ trình tập lục (thế kỷ 19) của Tống Phúc Ngoạn gọi Chaiya là Xây Gia.

## Địa lý
Các huyện giáp ranh (từ phía nam theo chiều kim đồng hồ) là: [[Amphoe Tha Chang, tỉnh Surat Thani|Tha Chang]], Kapoe (tỉnh Ranong), Phato (tỉnh Chumphon), và Tha Chana. Về phía đông là vịnh Thái Lan, với mũi Sui là điểm cực bắc của vịnh Bandon.
phía đông huyện chủ yếu là vùng duyên hải bằng phẳng còn phía tây là nui non của dãy núi Phuket, trong đó có Vườn quốc gia Kaeng Krung.

## Hành chính
The district Chaiya được chia ra 9 phó huyện (tambon). These are further subdivided into 54 làng (muban). Có hai thị trấn (thesaban tambon) - Talad Chaiya nằm trên phần lớn tambon Talad Chaiya và một phần của Lamet; Phumriang nằm trên toàn bộ tambon Phumriang. 
| STT. | Tên          | Tên Thái | Số làng | Dân số |  |    |         |         |   |       |
| 1.   | Talat Chaiya | ตลาดไชยา | 5       | 5.549  |  | 6. | Pa We   | ป่าเว    | 6 | 4.887 |
| 2.   | Phumriang    | พุมเรียง   | 5       | 7.582  |  | 7. | Takrop  | ตะกรบ   | 5 | 3.649 |
| 3.   | Lamet        | เลม็ด     | 7       | 4.582  |  | 8. | Mo Thai | โมถ่าย   | 6 | 4.215 |
| 4.   | Wiang        | เวียง     | 5       | 3.365  |  | 9. | Pak Mak | ปากหมาก | 7 | 8.975 |
| 5.   | Thung        | ทุ่ง       | 8       | 4.946  |  |    |         |         |   |       |